# Nectomys
Genre
Nectomys est un genre de rongeurs semi-aquatiques d'Amérique du Sud de la famille des Cricétidés.
Ce sont des vecteurs du virus responsable de la fièvre de Mayaro[réf. nécessaire].

## Liste des espèces
Selon ITIS (26 décembre 2016) :
- Nectomys apicalis Peters, 1861
- Nectomys magdalenae Thomas, 1897
- Nectomys palmipes Allen and Chapman, 1893
- Nectomys rattus (Pelzeln, 1883)
- Nectomys squamipes (Brants, 1827)